# Довгалевка (Черниговская область)
Довгалевка (укр. Довгалівка) — село в Прилукском районе Черниговской области Украины на реке Лысогор. Население — 404 человека. Занимает площадь 0,211 км².
Код КОАТУУ: 7425385502. Почтовый индекс: 17251. Телефонный код: +380 4634.

## Власть
Орган местного самоуправления — Талалаевская поселковая община. Почтовый адрес: 17200, Черниговская обл., Прилукский р-н, п. Талалаевка, ул. Вокзальная, 3.

## История
В ХІХ столетии село Довгалевка было в составе Блотницкой волости Прилукского уезда Полтавской губернии. В селе была Васильевская церковь.